# His Dark Materials
His Dark Materials ist eine Romanreihe des Autors Philip Pullman, bestehend aus Northern Lights (1995) (deutsch Der Goldene Kompass, The Golden Compass in den USA), The Subtle Knife (1997) (deutsch Das Magische Messer) und The Amber Spyglass (2000) (deutsch Das Bernstein-Teleskop). Die deutsche Übersetzung ist beim Carlsen Verlag und beim Heyne Verlag erschienen. Der Titel der Reihe wurde jedoch nicht übersetzt, weshalb sie sowohl unter dem Originaltitel als auch unter dem Titel Der Goldene Kompass – Die Trilogie geführt wird. Im Dezember 2007 erschien die Verfilmung des ersten Buches Der Goldene Kompass mit Nicole Kidman und Daniel Craig in den Hauptrollen. Eine gleichnamige Veröffentlichung als Fernsehserie startete mit einer ersten Staffel im November 2019 im Vereinigten Königreich und den Vereinigten Staaten auf dem Pay-TV-Sender Sky Atlantic HD.
Die Romanreihe beschreibt die Abenteuer des Mädchens Lyra, das aus einer Parallelwelt stammt, und des Jungen Will, der in unserer Welt geboren wurde. Pullman vermischt phantastische Realitäten mit der menschlichen Wirklichkeit sowie wissenschaftliche Erkenntnisse mit Religion und Schamanismus. Ausgangspunkt ist eine dem Steampunk ähnelnde viktorianische Kulisse, welche in Lyras eigener, sehr von einer strengen Kirche dominierten Welt den Hintergrund bildet. Thema der Trilogie ist das Erwachsenwerden, Erkenntnis und Verantwortung. Das Werk hat einen religiösen, aber deutlich anti-theistischen Grundton und war vom Autor bewusst als Gegensatz zur Reihe Die Chroniken von Narnia, verfasst von C. S. Lewis, konzipiert. Die Trilogie wurde von bestimmten katholischen Gruppen in den USA scharf kritisiert. Sie wurde über 15 Millionen Mal verkauft.

## Inhalt
Lyra macht sich auf zu ergründen, welche Bedeutung der kosmische „Staub“ für die Menschen hat. Sie bereist dabei zunächst ihre Welt, dann unsere und schließlich mehrere Parallelwelten.

### Der Goldene Kompass (erstes Buch)
Die Hauptperson der Trilogie, Lyra Belacqua, wächst im Jordan College in Oxford auf. Das Oxford, in dem Lyra lebt, ist nicht gleichzusetzen mit dem unsrigen Oxford. Lyra ist stets in Begleitung ihres Dæmons Pantalaimon. In Lyras Welt haben alle Menschen einen Dæmon, er hat normalerweise das gegenteilige Geschlecht und begleitet den Menschen in Tierform. Lyras Dæmon hat noch keine feste Gestalt, da sie noch ein Kind ist. Erst mit der Pubertät nimmt der Dæmon eine unveränderliche Gestalt an und macht damit auch eine Aussage über den Charakter des Menschen. Mensch und Dæmon sind nicht zu trennen, sie sind wie Leib und Seele.
Lyra lebt mit männlichen Gelehrten im Jordan College, weil ihre Eltern bei einem Unfall ums Leben kamen. Ihr einziger Verwandter ist Lord Asriel, ihr Onkel, zu dem sie aber kein gutes Verhältnis hat.
Das Buch beginnt damit, dass Lyra ein Gespräch zwischen ihrem Onkel und einigen Gelehrten des Colleges belauscht und dabei erfährt, dass die Welt kurz vor einem Krieg steht. Anlass dazu gibt die Diskussion um „Staub“, eine noch nicht vollkommen erforschte Materie, die die Welt in Ungleichgewicht bringt und die Lord Asriel und auch die Kirche weiter erforschen wollen. Staub klebt an Menschen, jedoch nicht an Kindern, erfährt Lyra. Sie ist verunsichert, doch ihr Onkel reist erst einmal ohne weiteres Gespräch ab. Dafür bekommt das College Besuch von Marisa Coulter, einer glamourösen, attraktiven und in der von Männern dominierten Welt auch beruflich äußerst erfolgreichen Frau. Lyra ist fasziniert von ihr und freut sich sehr, als diese ihr anbietet, mit ihr nach London zu kommen. Sie ermöglicht Lyra einen Einblick in die schönen Dinge des Lebens, kleidet sie neu ein und pflegt ihr Haar – alles Dinge, die Lyra von den Männern im College nicht bekommen hat. Gleichzeitig bereiten sich die beiden auf eine Expeditionsreise in den Norden vor, auf der Lyra Mrs. Coulter assistieren soll. Es kommt jedoch auch immer wieder zu Streitigkeiten zwischen den beiden, wobei Mrs. Coulters Dæmon immer sehr aggressiv und brutal Pantalaimon gegenüber agiert. Nach einiger Zeit bei Mrs. Coulter gibt diese eine Cocktail-Party, auf der Lyra ein paar Gäste belauscht. Sie sprechen nicht besonders gut über Mrs. Coulter. Als Lyra noch in Oxford war, wurden immer wieder Kinder aus armen Familien entführt, unter anderem auch Lyras Freund, der Küchenjunge Roger. Es gab das Gerücht, dass sich hinter den Aktionen die Gobbler verstecken, aber keiner wusste genau, wer sie sind. Lyra erfährt nun von den Gästen der Party, dass Mrs. Coulter die General-Oblations-Behörde gegründet hat und leitet, sie also all die Kinder gefangen hat. Lyra und Pantalaimon trauen ihr nicht mehr und laufen fort.
Sie schließen sich den Gyptern an, ein Volk, das auf Hausbooten auf den Flüssen Englands lebt. Auch einige ihrer Kinder sind entführt worden, und die Gypter befinden sich gerade auf dem Weg in den Norden, um ihre Kinder zurückzuholen. Auf der Reise erfährt Lyra, dass ihre Eltern gar nicht tot sind, sondern Lord Asriel und Mrs. Coulter ehemalige Geliebte sind und Lyra ihr Kind. Lyra gefällt das gar nicht.
Auf dem Weg in die Arktis lernt Lyra den Panzerbären Iorek Byrnison kennen. Man hat ihm seinen Panzer abgenommen, was in etwa so ist, als ob man einem Menschen seinen Dæmon nähme. Er hat nämlich einen anderen Bären im Streit getötet und damit seine Stellung als Anführer der Panzerbären verloren. Lyra hilft ihm, seinen Panzer zurückzubekommen, und die beiden werden enge Freunde. Iorek hilft Lyra in allen drei Teilen immer wieder, wenn sie in Schwierigkeiten steckt, genauso auch Serafina Pekkala, die Königin der Hexenclans des Nordens. Sie wird vor allem am Ende der Trilogie nochmal wichtig.
Kurz vor dem Erreichen der Festung Bolvangar, in der die Kinder gefangengehalten werden und mit ihnen experimentiert wird, werden die Gypter, nun auf Schlitten unterwegs, überfallen, und Lyra wird von den Männern direkt nach Bolvangar gebracht. Dort trifft sie Roger und auch einige andere Kinder und erfährt, was dort mit ihnen gemacht werden soll: Durch „Intercision“ werden Kind und Dæmon mit einer Guillotine voneinander getrennt. Dies verhindert, dass sich Staub auf ihnen festsetzt, was das Hauptziel des General Oblation Boards und allgemein der Kirche ist, weil der Staub mit der Erbsünde in Verbindung gebracht wird.
Auch Lyra steht diese Prozedur bevor; sie sieht sich schon von ihrem Dæmon getrennt, als ihre Mutter sie im letzten Moment rettet. Aber Lyra will nichts von ihr wissen und unternimmt mit den anderen Kindern einen Fluchtversuch. Sie werden von den Gyptern und Iorek aufgesammelt, und die anderen Kinder reisen zurück nach Hause.
Der titelgebende „Goldene Kompass“ ist ein Alethiometer, ein Instrument, das dem Menschen, der es lesen kann (darunter auch Lyra), immer die Wahrheit verrät. Lyra und Roger wollen erst noch Lord Asriel in seiner Festung besuchen, da Lyra denkt, dass er das Alethiometer haben möchte. Daran ist er aber nicht interessiert, umso mehr dafür an ihrem Freund Roger, denn er braucht ein Kind, um genügend Energie zu erzeugen, damit er eine Brücke in eine Parallelwelt bauen kann. Roger stirbt bei der Operation, und Lyra und Pantalaimon beschließen, Asriel in die neue Welt zu folgen.

### Das Magische Messer (zweites Buch)
Am Anfang dieses Buches lernen wir Will kennen. Er lebt allein mit seiner Mutter, kommt aus „unserer“ Welt und findet dort zufällig ein Fenster, durch das er in die Parallelwelt Cittàgazze kommt. Dort trifft er auf Lyra. Die Stadt ist wie ausgestorben, und die beiden erfahren auch schnell warum. Die Stadt wird von Gespenstern bevölkert, für Kinder unsichtbare Wesen, die aber die Dæmonen der Erwachsenen angreifen. Lyra und Will beschließen, in Wills Welt zu gehen, um dort mehr über Staub herauszufinden. Dort treffen sie auf Mary Malone und Lord Boreal. Mary ist Wissenschaftlerin und erforscht in ihrer Welt mit ihren eigenen Mitteln den Staub, der bei ihr dunkle Materie heißt. Sie wird im dritten Band eine zentrale Rolle spielen. Lord Boreal kennt Lyra von Mrs. Coulters Cocktailparty. Er bietet ihr an, sie ein Stück in seinem Auto mitzunehmen, und hinterher bemerkt Lyra, dass er ihr das Alethiometer gestohlen hat. Sie gehen zu ihm und verlangen es zurück. Er fordert als Gegenleistung, dass sie ihm das Magische Messer aus Cittàgazze besorgen sollen. Sie gehen auf den Handel ein und gewinnen in einem Kampf das Messer; Will verliert dabei zwei Finger. Dies ist das Zeichen dafür, dass er der rechtmäßige Träger des Messers sein wird. Die Kinder erfahren, dass das Messer jede Materie durchschneiden kann und auch Fenster in andere Welten öffnet. Mit diesem Wissen gelingt es ihnen, das Alethiometer aus Lord Boreals Haus zu stehlen, ohne ihm das Messer geben zu müssen.
Will möchte seinen verlorenen Vater finden, und Lyra und Will wandern los, wobei Wills Handverletzung sie immer wieder zu Pausen zwingt. Sie werden hier von den Hexen um Serafina Pekkala begleitet und beschützt. Am Ende des Buches findet Will sogar seinen Vater, hat aber nur wenige Minuten mit ihm, denn eine Hexe, die früher in Wills Vater verliebt war, erschießt ihn mit einem Pfeil als Rache dafür, dass er ihre Liebe aus Treue zu Wills Mutter abgewiesen hat. Als Will ins Lager zurückkehrt, ist Lyra verschwunden, aber ihr Rucksack mit dem Alethiometer ist noch da.

### Das Bernstein-Teleskop (drittes Buch)
Der Leser erfährt, dass Lyra von Mrs. Coulter in eine Höhle im Himalaya gebracht wurde, um sie dort vor der Kirche zu verstecken. Ihre neu entdeckten Muttergefühle für Lyra haben dafür gesorgt, dass sie ihrem ehemaligen Arbeitgeber den Rücken gekehrt hat und nun gegen das Magisterium bzw. die Kirche kämpft. Sie hält Lyra mit einem Trank im ständigen Ohnmachtszustand, da diese nie freiwillig bei der verhassten Mutter bleiben würde.
Zeitgleich machen sich sowohl Will, der Iorek auf dem Weg findet, Asriels Truppen und Truppen der Kirche auf den Weg zu der Höhle, um Lyra zu entführen. Mittlerweile ist bekannt, dass Lyra die neue Eva ist und es zu einem erneuten Sündenfall kommen könnte, je nachdem, wie sie sich entscheidet. Die Kirche will Lyra töten, um dies zu verhindern. Alle drei Parteien kommen gleichzeitig an der Höhle an, doch letztlich gelingt es Will, Lyra zu retten. Ihnen schließen sich zwei Spione Asriels an, die Gallivespier Chevalier Tialys und Lady Salmakia. Sie halten Kontakt zu Lord Asriel und wollen die Kinder überreden, zu Asriel zu reisen. Doch die beiden bestehen darauf, erst in die Welt der Toten gehen zu müssen, da Lyra Roger um Verzeihung bitten und Will seinen Vater noch einmal treffen möchte. Sie machen sich auf den Weg und gelangen schließlich an eine Stelle, an der sie in die Welt der Toten gelangen können – unter der Bedingung, dass die Dæmonen nicht mitgehen dürfen. Diese werden nämlich beim Sterben von ihrem Leib getrennt. Unter Qualen gelingt es Lyra und auch Will, der zwar keinen Dæmon hat, jedoch merkt, wie sich ein Teil von ihm abspaltet.
Lyra und Will wandern durch die trostlose graue Welt der Toten, in der die leeren Körper hoffnungslos auf ewig umherwandern. Es gelingt ihnen, Roger und Wills Vater zu finden. Während der Leser immer wieder erfährt, wie sich die Lage in den anderen Welten dramatisch auf einen letzten Kampf zuspitzt, beschließen Lyra und Will, die Menschen zu befreien und ihnen ein Tor in eine andere Welt zu öffnen. Der Weg ist lang, und die Kräfte schwinden bei den Kindern und den Gallivespiern, doch letztlich schaffen sie es. Will schneidet ein Fenster in eine andere Welt und ermöglicht so den Körpern, sich in Staub aufzulösen und so wieder mit ihren Dæmonen zu verbinden.
Lyra und Will wollen nun schnell zu ihren Dæmonen und den anderen zurückkehren. Pantalaimon hält sich in der Nähe von Lord Asriel und seinen Truppen auf. Es ist Asriel gelungen, sehr viele Krieger aus allen möglichen Welten zu versammeln, und er will nun die Republik des Himmels gründen. Er macht sich auf den Weg in den Wolkenberg, in dem die Engel und ihr Anführer Metatron leben. Dieser ist Gottes Regent, da dieser ein schon unglaublich alter Mann ist, der seine Herrschaft nicht mehr alleine ausüben kann. Es gelingt Asriel gemeinsam mit seiner erneuten Geliebten Marisa Coulter, Metatron zu überlisten, und sie reißen ihn mit sich in einen Abgrund, in dem sie alle sterben. Die Eltern haben sich geopfert, um ihr Kind zu schützen und die Kirche endgültig auszulöschen.
Lyra und Will können sich mit ihren Dæmonen wieder vereinen, denn mittlerweile hat sich auch Wills Seele in einen sichtbaren Dæmon verwandelt. Sie kehren in die Welt zurück, in der sie ein Fenster für die Toten geöffnet haben, denn dort lebt seit einiger Zeit auch Mary Malone mit den Mulefa. Sie verbringen dort einige glückliche Stunden, und Mary erzählt ihnen, dass sie früher eine Nonne war, sich dann aber in einen Mann verliebt hat und daraufhin der Kirche den Rücken kehrte und Wissenschaftlerin wurde. Will und Lyra wollen ihre Dæmonen suchen, die sie zwar aus der Welt, in der der Kampf gegen Metatron stattfand, mitgenommen haben, die aber dann sofort vor ihnen wegliefen. Sie finden sie wieder, doch die Tiere sind noch etwas scheu. Will und Lyra merken, dass es sich gar nicht mehr schlimm anfühlt, dass sie nicht in ihrer unmittelbaren Nähe sind. Sie haben ein wenig zu essen mitgenommen und beschließen, ein Picknick zu machen. Dabei verlieben sie sich ineinander, nachdem Mary ihnen von ihrer eigenen Liebesgeschichte erzählt hat.
Es folgt eine Entscheidung, welche die ganze Welt verändern wird: Gemeinsam mit Mary und Serafina erfahren die Kinder, dass der Staub, der sich auf allem intelligenten Leben festsetzt, zu verschwinden droht, da im Laufe der Zeit sehr viele Fenster mit dem Magischen Messer in die Welten geschnitten wurden und durch diese Fenster immer mehr Staub verlorengeht. Dazu kommt, dass mit jedem geöffneten Fenster ein Gespenst entsteht, also die Wesen, welche die Stadt Cittàgazze entvölkert haben, weil sie die Dæmonen der Menschen töteten. Sie greifen keine Kinder an, da diese noch keinen Staub auf sich haben, also noch nicht in ihrer Entwicklung abgeschlossen sind. Außerdem wird klar, dass Will nicht dauerhaft in Lyras Welt leben könnte, und umgekehrt; die Menschen müssen in ihrer eigenen Welt leben, sonst sterben sie viel schneller als normalerweise. Die beiden Verliebten müssen also entscheiden, ob sie ihre eigene Liebe aufrechterhalten wollen, mindestens ein Fenster offen lassen und damit die Sünde begehen wollen, oder ob sie ihre eigene Liebe hinter dem Wohl aller Welten zurückstellen. Nachdem die Kinder alle Fenster geschlossen haben, gibt es eine dramatische Abschiedsszene: Will schließt das allerletzte Fenster und zerstört das Messer, sodass es keine Möglichkeit mehr gibt, zu Lyra zurückzukehren. Mary verspricht, sich um Will zu kümmern, und Lyra wird es durch Serafina und den Rektor ihres ehemaligen Zuhauses ermöglicht, in Oxford auf eine Schule zu gehen.

## Begriffserklärungen

### Alethiometer
Ein Alethiometer (gr. aletheia = „Wahrheit, Wirklichkeit“ und metron = „Maß, -messer“) ist eine Vorrichtung mit Zeigern und 36 am Rand umlaufenden Symbolen. Es ähnelt einer goldenen Taschenuhr oder einem Kompass (namensgebend für den deutschen und amerikanischen Titel des ersten Bandes).
Bei richtiger Bedienung liefert das Alethiometer Antworten auf beliebige Fragen. Dazu stellt man die drei Zeiger mit Hilfe der Rädchen wie bei einer Uhr auf die bestimmten Zeichen und konzentriert sich auf seine Frage. Der vierte Zeiger läuft nun mehrmals im Kreis und bleibt bei den Symbolen stehen, die auf die Antwort hinweisen. So steht eine Ameise unter anderem für Fleiß. Da es jedoch viele Bedeutungsebenen für jedes Zeichen gibt, bedarf es vieler Übung, um sie richtig deuten zu können. Alethiometristen müssen dazu in der Regel Nachschlagewerke benutzen, Lyra jedoch hat die Gabe, das Alethiometer instinktiv in einer Art Trance zu verstehen. Später in der Trilogie hat sie sogar die Begabung, „Stimmungen“ des Alethiometers zu spüren, wenn sie beispielsweise zu persönliche Fragen über ihren Freund Will an das Alethiometer stellt. Da nur sechs dieser Alethiometer hergestellt wurden und nur noch zwei Exemplare in Lyras Welt existieren, sind sie sehr wertvolle Instrumente.

### Magisches Messer
Das Magische Messer (auch Æsahættr oder Gottzerstörer genannt) wurde vor etwa 300 Jahren erschaffen und ist ein etwa 20 cm langer Dolch mit einer zweischneidigen Klinge. Die eine Seite schneidet ohne Widerstand durch jedes Material, mit der anderen Seite kann man Fenster in andere parallele Welten öffnen. Es gibt nur einen Träger, der das Messer richtig benutzen kann. Das Messer selbst erwählt ihn, und als Zeichen verliert er zwei Finger der linken Hand. Die Benutzung des Messers hat zwei Katastrophen ausgelöst: Zum einen entsteht bei jedem Schnitt in eine andere Realität ein Gespensterwesen, das sich von „Staub“ ernährt und den Menschen ihre Dæmonen nimmt, so dass sie antriebslos und wie tot werden. Zum anderen entweicht durch nicht wieder verschlossene Risse der „Staub“, von dem alles Bewusstsein und jeder Lebenstrieb abhängig sind.
Es wird am Ende des Bernstein-Teleskops von Will zerstört.

### Bernsteinteleskop
Das Bernsteinteleskop wird von Dr. Mary Malone, einer Wissenschaftlerin aus Wills Welt, gebaut. Es besteht aus zwei geschliffenen Harzplatten, die mit einem speziellen Öl eingerieben wurden und parallel in einem bestimmten Abstand (etwa eine Handspanne) zueinander gehalten wurden. Das Öl stammt aus den Samenkapseln einiger Bäume, die nur in der Welt der Mulefa (ein Volk aus einer weiteren Parallelwelt) vorkommen. Mit Hilfe dieses Teleskops kann Mary genauso wie die Mulefa den Staub sehen.

### Staub
Staub (in Wills Welt auch Schatten oder Dunkle Materie genannt und bei den Mulefa als Sraf bekannt) ist ein Phänomen, das überall auftritt, wo bewusst handelndes Leben wirksam ist; er scheint kosmische Ausmaße zu haben und ist mit Intelligenz und Geschlechtsreife verbunden. Er gibt die Antworten auf alle Fragen und tritt auch in Form der Engel auf, die Lyra im dritten Buch trifft. Er steuert das Alethiometer, aber auch andere Werkzeuge übergeordneten Bewusstseins, z. B. das chinesische Orakel I Ging oder besondere Computervorgänge. Auf Fotos, die mit einer speziellen Emulsion entwickelt wurden, kann man den Staub sichtbar machen, ebenso wie durch das Bernsteinteleskop, das mit einem bestimmten Öl eingerieben wurde. Interessant ist die Tatsache, dass der Staub in der Umgebung von Kindern nicht zu sehen ist. Erst ab der Pubertät sammelt sich der Staub um die Menschen. Dieses Verhalten von Staub wollen Mrs. Coulter, Lord Asriel und zahlreiche Wissenschaftler erforschen.

### Das Magisterium
Das Magisterium (das lateinische und englische Wort wird sonst ins Deutsche in der Regel als „Lehramt“ übersetzt) ist die Institution, die in Lyras Welt aus dem Papsttum hervorging. Als der letzte Papst Johannes Calvin den Sitz des Papsttums nach Genf verlegte, wurde das Papsttum abgeschafft. Es entstand eine undurchsichtige Institution, welche aus Gerichten, Gesellschaften und Subbehörden bestand. Diese wurden zusammen das Magisterium genannt. Die mächtigsten Abteilungen des Magisteriums sind das geistliche Disziplinargericht und die Heilig-Geist-Gesellschaft. Die Schweizergarde bildet die „Armee“ des Magisteriums. Mrs. Coulter ist eine Agentin des Magisteriums und Chefin der General-Oblations-Behörde, der sogenannten Gobbler.

## Wesen und Gattungen

### Physische Wesen (Auswahl)

#### Dæmonen
In Lyras Welt hat jeder Mensch einen sichtbaren Dæmonen, einen sprechenden ständigen Begleiter und Freund in Tiergestalt. Dieser ist Teil seines Menschen und mit diesem so verbunden, dass sie sich nie weit voneinander entfernen können. Ein Mensch ohne Dæmon gilt in Lyras Welt als ein Schatten seiner selbst, ein Monstrum und lebender Toter. Selten sind ein Mensch und sein Dæmon desselben Geschlechts. Solange die Menschen noch nicht erwachsen sind, können ihre Dæmonen die Gestalt wandeln. Mit Eintritt der Pubertät nehmen sie eine feste Form an; die bleibende Tierart deutet immer auch auf den Charakter des Menschen hin. So tritt der Dæmon eines Dienstboten oftmals in Gestalt eines Hundes auf. Es ist selbst im Krieg tabu, den Dæmonen eines anderen Menschen zu berühren, wenn auch die Dæmonen selbst sich ohne Scheu einander nähern und verständigen können, ganz gleich, welche Sprachen ihre Menschen sprechen. Kommt ein Dæmon doch mit einem fremden Menschen in Kontakt, so empfindet er einen starken Ekel. Auch in den anderen Welten gibt es Repräsentanten des Menschen, die den Dæmonen entsprechen, nur sind sie nicht unbedingt sichtbar. Die Verbindung zwischen Mensch und seinem Dæmon ist derart stark, dass ein Bruch des Tabus, also beispielsweise ein Anfassen oder gar Festhalten des Dæmons bei dessen Menschen eine Art Angst- oder Schwächezustand auslöst. Empfindet ein Dæmon Schmerzen, so werden auch diese an seinen Besitzer übertragen und umgekehrt.
In den Büchern ist von der Einteilung des Menschen in Geist, Seele und Körper die Rede. Der Geist lebt im Körper, während der Dæmon die Seele darstellt. Stirbt ein Mensch, löst sich sein Dæmon (und damit seine Seele) in Feuer auf, während sein Geist in die Welt der Toten wechselt. Der Körper bleibt in seiner Welt. Am Ende des Bernsteinteleskops öffnen Will und Lyra ein Tor von der Welt der Toten in eine andere Welt (die der Mulefa), sodass die Geister aus der Welt der Toten ausziehen können. Dabei lösen sie sich wie die Dæmonen auf und werden zu Staub.

#### Gypter
Die Gypter sind ein nomadisch lebendes Volk in Lyras Welt, das auf Schiffen, Hausbooten und Kähnen die Flüsse, Seen und Sümpfe rings um London bewohnt. Sie sind in Clans unterteilt, werden aber durch einen höhergestellten Ältestenrat und ihren Fürsten John Faa regiert, der oft von dem weisen Farder Coram unterstützt wird. Droht ihnen eine Gefahr oder bedürfen interne Entscheidungen einer Klärung, so können sie eine Versammlung, den sogenannten Thing, in den Fens, einer nie vollständig kartografierten Sumpf-Wildnis in East Anglia, abhalten.

#### Panserbjørne
Die Panserbjørne (dänisch für gepanzerte Eisbären, auch Panzerbären genannt) sind eine Art sprechender Eisbären, die im hohen Norden von Lyras Welt (vor allem Svalbard) leben und metallene Rüstungen tragen. Der auffälligste Unterschied zu normalen Eisbären ist (neben ihrer Fähigkeit zu sprechen), dass sie, wie Menschen, Hände mit Daumen besitzen, durch welche sie ein unglaubliches Geschick im Umgang mit Metallen haben und trotz ihrer Größe mit sehr viel Feingefühl in ihren langen Krallen Dinge bearbeiten können. Sie sind auf allen vier Beinen etwa zwei Meter groß und tragen Rüstungen, die sie sich aus dem sogenannten Himmelseisen schmieden. Himmelseisen ist wesentlich härter und stabiler als gewöhnliches Eisen und wird aus den Meteoriten gewonnen, die in Svalbard landen. Außerdem lassen sie sich von Menschen nicht täuschen. Ein Panserbjørn merkt sofort, ob ein Mensch ihn wirklich mit einer Waffe treffen will oder nicht, und bleibt demnach ruhig sitzen oder wehrt den Schlag ab. Das findet Lyra heraus, die sich mit dem Bären Iorek Byrnison, dem späteren König der Panserbjørne, anfreundet. Der Grund, weshalb Lyra den König der Bären Iofur Raknison täuschen konnte, lag darin, dass dieser menschlich sein wollte. Panserbjørne haben viele Rituale, bei denen zum Beispiel kein Bär einen anderen Bären töten darf, außer in nach Ritualen befolgten Zweikämpfen. Sollte jemand dieses Gebot nicht beachten, wird er verbannt (wie Iorek Byrnison) und darf nie wieder zurück. Iofur Raknison hat zwar auch gegen diese Regel verstoßen, verheimlichte aber, seinen Vater getötet zu haben.

#### Hexen
Hexen gibt es nicht nur in Lyras Welt, sondern auch in einigen Parallelwelten. Hexen sind in Lyras Welt weiblich. Sie sind verschiedenen Clans zugehörig und fliegen auf Zweigen der Wolkenkiefer durch die Luft. Die Hexen spüren zwar Kälte, können sie jedoch ausblenden und werden nicht von ihr geschädigt, weshalb sie immer mit leichter, meist schwarzer Kleidung aus Seide fliegen, um sich nicht von anderen Wahrnehmungen abzuschneiden. Sie können 800 Jahre und älter werden. Neben schamanischen Fähigkeiten besitzen sie die Gabe, sich in der Wahrnehmung naher Menschen unsichtbar zu machen. Sie können über weite Entfernungen von ihren Dæmonen getrennt sein. Als Lyra und Will die Totenwelt betreten, müssen sie ihren Dæmonen unter großem Leiden hinter sich lassen; eine Initiation, die auch die Hexen durchmachen, ehe sie zur Hexe werden. Eine bekannte Hexe, die Anführerin eines Clans ist und Lyra in ihren Abenteuern unterstützt, ist Serafina Pekkala.

#### Mulefa
Die Mulefa sind ein friedliebendes, 33.000 Jahre altes Volk aus der Parallelwelt, in die Dr. Malone gelangt, um den „Staub“ mit Hilfe des Bernsteinteleskops zu erforschen. Sie begegnet den Mulefa, lernt ihre Sprache und lebt eine Zeit lang bei ihnen. Dabei erkennt sie, dass die Mulefa als erste Spezies überhaupt in Symbiose mit dem „Staub“ und der gesamten Natur lebten und leben. Der Körperbau unterscheidet sich erheblich von dem des Menschen: Sie sind etwa so groß wie Ponys, haben ein graues Fell, aber keine Wirbelsäule. Ihre Körperform ist, wie bei allen Spezies in dieser Welt, auf die Rhombenform ausgerichtet. Die Vorder- und Hinterläufe haben eine große sehr gepflegte Kralle ausgebildet, welche die Mulefa in die Mitte von kreisrunden Baumsamen stecken und diese dann wie Räder benutzen. Dabei stoßen sie sich mit den Seitenläufen ab. Sie benutzen alte erkaltete Vulkanflüsse als Straßen. Mulefa haben nur ein einzelnes Greiforgan, einen Rüssel. Dennoch sind sie handwerklich sehr begabt, knüpfen Netze zum Fischen, betreiben Ackerbau und Viehzucht, töpfern, schnitzen und bauen einfache Hütten aus Lehm. Da komplexe „Handgriffe“ mindestens zwei Rüssel bedingen, ist die Notwendigkeit zur Kooperation den Mulefa offensichtlich. Der Greifrüssel dient auch der Sprache, die auf Tönen und Gesten basiert. Die Mulefa leben mit den Bäumen in Symbiose, da sie deren Samenkapseln nutzen und sich durch die mechanische Belastung die Kapseln zur Vermehrung der Bäume erst öffnen. Der „Staub“ bestäubt die Samenkapseln, welche die Mulefa wiederum an ihre Krallen stecken. Somit gelangt der Staub in die Mulefa, und sie erlangen so Bewusstsein.

#### Gallivespier
Gallivespier sind ungefähr handbreit hohe Wesen mit einer Lebenserwartung von nur etwa neun Menschenjahren. An ihren Füßen tragen sie giftige Dornen, mit denen sie ein Wesen entweder nur betäuben oder sofort töten können. Ihr Volk ist aufgeteilt in Adelsfamilien. Sie reiten auf großen Libellen, wobei jede Familie ihre eigenen Libellen züchtet. Diese Libellen haben dann die Farbe der jeweiligen Familie (ähnlich der Wappenausrichtung im Mittelalter). Gallivespier stehen größtenteils auf der Seite Lord Asriels und dienen ihm als Spione (sie werden in ihrer eigenen Welt von den dortigen Menschen verfolgt), da sie durch ihre Größe sehr unauffällig sind. Über einen Bogen und einen Resonanzstein können sie über sehr weite Entfernungen miteinander kommunizieren. Als Will Lyra wiedergefunden hat und er sie ohne Hilfe zu befreien versucht, schickt ihm Lord Asriel zwei Gallivespier zu Hilfe, Chevalier Tialys und Lady Salmakia. Diese begleiten Will und Lyra bis in die Welt der Toten und retten ihnen mehrfach das Leben, obwohl Will beiden anfangs sehr misstraut.

#### Klippenalbe
Klippenalbe (auch: Klippenalpe) sind aasfressende Wesen von niederer Intelligenz und eingeschränktem Sprachschatz, verstehen aber die Sprache der Tiere. Sie besitzen hautbespannte Flügel und können Aas schon aus weiter Entfernung riechen. Ihre Behausungen gleichen eher Nestern und liegen auf Bergrücken oder Felsvorsprüngen in großen Höhen. Klippenalbe haben eine Vorliebe für Fuchsfleisch. Ihr Futterneid geht sogar so weit, dass sie eigene Artgenossen töten.

#### Harpyien
Harpyien sind geflügelte sphinxähnliche Wesen mit Frauengesichtern. Sie bewachen die Insel der Toten, die Ödnis. Nur vor Wills Messer haben sie Angst. Sie entlarven jedes Wesen, da sie in sein Innerstes sehen können und erkennen, wenn jemand lügt. Sie zerren jeden negativen Gedanken ans Tageslicht. Erst Lyra und Will gelingt es, sie durch einen Handel aus ihrer destruktiven Energie hinauszuheben: Die Harpyien sollen die Toten, die ihnen ihr Leben in Form einer Erzählung schenken, aus der Unterwelt zu einem von Will geschaffenen Fenster begleiten. Als Entlohnung für Lyras Kindheitserinnerungen zeigen die Harpyien den beiden den Weg zu einer Stelle, an der ein Ausgang aus der Totenwelt geschaffen werden kann. Eine der Harpyien nennt sich „Niemand“; Lyra gibt ihr den Namen „Sanfter Flügel“, nachdem diese Lyra das Leben rettet.

### Energie- und Geistwesen

#### Engel
Engel sind Wesen, die ursprünglich aus dem „Staub“ entstanden sind. Sie unterteilen sich in zwei Gruppen – die Engel des Allmächtigen und die abtrünnigen, gefallenen Engel, die auf der Seite von Lord Asriel kämpfen. In beiden Gruppen gibt es eine hierarchische Ordnung – sehr starke Engel, die aus sich heraus durch den Staub leuchten, und Engel, die kaum wahrzunehmen und eher im Zwielicht erkennbar sind. Engel entstammen allen Welten und sprechen viele Sprachen. Unter Anstrengung können Engel Formen anderer Wesen annehmen. Auch Engel sind sterblich, wenngleich sie eine weit höhere Lebensspanne zu erwarten haben als Menschen und sogar Hexen. Zwei Engel der unteren Kategorie, Balthamos und Baruch, begleiten Will auf der Suche nach Lyra.
Gott wird als der erste Engel beschrieben, der den Engeln, die nach ihm kamen, weismachte, er habe sie erschaffen.

#### Geister
Geister sind die Seelen der Verstorbenen, die in der Welt der Toten verbleiben müssen. Sie beginnen ihr Leben zu vergessen und suchen ihre Dæmonen, die sich wieder in „Staub“ verwandelt haben. Erst Will und Lyra schaffen ein Fenster in die Welt der Mulefa, durch das die Geister in die Welt der Lebenden zurückkehren können, um sich mit dem „Staub“ zu vereinigen.

#### Der Tod
Jedes Wesen wird zeit seines Lebens von seinem ihm eigenen Tod begleitet. Wenn der Tod sichtbar ist, erscheint er als aschgraues, freundliches Wesen. Lyra und Will sehen die Tode der Menschen erstmals in der Welt der Verstorbenen. Lyra und Will müssen Lyras Tod finden, damit sie auf die Insel der Geister gelangen können. Er weist ihnen den Weg über den See und führt sie zum Fährmann.

#### Gespenster
Gespenster sind Wesen, die entstehen, wenn jemand ein Fenster oder einen Riss von einer Welt in eine andere öffnet. Sie zehren von den Dæmonen der erwachsenen Menschen. Kinder können Gespenster im Gegensatz zu den Erwachsenen nicht sehen und werden von diesen nicht angegriffen, was darin begründet ist, dass Kinder noch keinen Staub um sich sammeln. Nur mit dem Magischen Messer Æsahættr oder von Geistern können Gespenster vernichtet werden.

## Die wichtigsten Figuren

### Lyra Belacqua
Lyra ist ein lebhaftes, zwölfjähriges Mädchen mit dunkelblonden Haaren und blauen Augen, das im Jordan College in dem Oxford ihrer Welt aufwächst. Sie weiß nicht, dass ihre Eltern Lord Asriel und Mrs. Coulter sind, sondern glaubt, eine Waise zu sein. Sie ist besonders stolz darauf, sich komplexe Geschichten ausdenken zu können, die ihr schon viele Male aus einer Klemme halfen. Wegen dieser Eigenschaft wird ihr von dem Bären Iorek Byrnison der Name „Lyra Listenreich“ (original: Lyra Silvertongue) verliehen, nachdem es ihr gelungen ist, den Emporkömmling Iofur Raknison mit einer Lüge aus der Reserve zu locken. Ihr ständiger Begleiter ist ihr Dæmon Pantalaimon. Seine endgültige Form ist die eines Baummarders. Lyra hat eine natürliche Begabung, das Alethiometer ohne Hilfsmittel zu verstehen, welche sie jedoch am Ende des dritten Bandes verliert, da sie ihren Auftrag ausgeführt hat.

### William Parry
Will ist ein sensibler, aber zäher, moralisch denkender zwölfjähriger Junge aus unserer Welt, der Träger des Magischen Messers ist. Er ist ernst und selbstständig, da er sich viele Jahre um seine geistig kranke Mutter kümmern musste und dies vor den Behörden verheimlicht hat. Er ist für sein Alter sehr stark und weiß sich unauffällig zu verhalten. Gegen Ende des Abenteuers entdeckt er den Namen und die Gestalt seines Dæmons. Sie heißt Kirjava und ist eine Katze. Laut einem Anhang von Philip Pullman studiert er später Medizin.

### John Parry
John Parry (in unserer Welt) oder auch Dr. Stanislav Grumman bzw. Jopari (in Lyras Welt) ist Wills verschollener Vater, ein ehemaliger Soldat, Forschungsreisender und späterer Schamane. Er stammt aus unserer Welt und entdeckte auf einer Forschungsreise ins Beringland im Schneesturm unbeabsichtigt einen Durchgang in Lyras Welt. Er fand seinen Dæmonen Sayan Kötör, einen Fischadler, und bereiste die ihm fremde Welt. Als er nicht zurückkonnte, nahm er den Namen Grumman an. Er erforschte den „Staub“ und fand Hinweise auf das Magische Messer, seine Funktion und Macht. Ebenso fand er am eigenen Leib heraus, dass jedes Wesen nur in seiner eigenen Welt überleben kann – er erkrankte schwer und leidet seither unter einer Herzkrankheit. Seinen Sohn findet er erst kurz vor seinem Tod und erkennt ihn als Träger des Messers. Er stirbt im Moment der Erkenntnis, dass er seinen Sohn vor sich hat. Eine von ihm zurückgewiesene Hexe tötet ihn mit einem Pfeil – er war seiner Frau, Wills Mutter, immer treu geblieben. Als Geist kehrt er mit Will aus der Welt der Toten zurück und kämpft mit Lee Scoresby gegen die Gespenster, um Will, Lyra und deren Dæmonen zu retten.

### Lord Asriel Belacqua
Lord Asriel ist der Vater von Lyra, den sie von klein auf als Onkel kannte. Er ist ein charismatischer, selbstüberzeugter, aristokratisch auftretender Mensch, von Größenwahn beseelt. Auf der Suche nach dem mysteriösen „Staub“ schlägt er einen Riss in die Welt von Cittàgazze, die mit vielen anderen Welten verbunden ist. Sein Traum ist es, die Republik des Himmels zu gründen und die höchste Autorität (also Gott) zu stürzen. Er baut sich eine große Armee mit den verschiedensten Wesen aus den nun miteinander verbundenen Welten auf. Am Ende opfert er sich selbst, gemeinsam mit Mrs. Coulter, um den Regenten Metatron zu stürzen. Sein Dæmon ist eine Schneeleopardin mit dem Namen Stelmaria. Lord Asriel ist hochgewachsen, hat dunkle Haare und schwarze Augen. Sein Gesicht ist, Lyras Meinung nach, ein Gesicht, dem man gehorchte oder gegen das man kämpfte.

### Mrs Marisa Coulter
Mrs Coulter ist eine sehr schöne, einnehmende, leidenschaftliche, aber kühl denkende Frau, die es versteht, andere Menschen zu ihrem Nutzen zu manipulieren. Sie ist Lord Asriels Geliebte aber auch die Gegenspielerin und die Mutter von Lyra. Sie unterstützt das Magisterium dabei, Kinder, die für die Erforschung der Natur des „Staubes“ gebraucht werden, zu entführen. Später entführt sie auch Lyra mit dem Ziel, diese zu beschützen. Gleichzeitig setzt sie alles daran, um Lyra von ihrer Bestimmung abzuhalten. Im Verlauf der Geschichte wechselt sie die Seiten zwischen der „Autorität“ und Lord Asriels Republik. Zeitweise ist sie als Doppelspionin tätig, nur auf ihr eigenes Wohl und das ihrer Tochter bedacht. Ihr Dæmon, dessen Name nicht erwähnt wird, ist ein grausamer Affe mit goldenem Fell. Sie wird als eine Frau mit glänzenden schwarzen Haaren und dunkelblauen Augen in der Trilogie His Dark Materials beschrieben, in der Fortführung The Book of Dust hat sie jedoch blonde Haare.

### Dr. Mary Malone
Dr. Malone ist eine Wissenschaftlerin und ehemalige Nonne aus unserer Welt, die den „Staub“ (in unserer Welt „Dunkle Materie“ genannt) erforscht. Durch ein Fenster zwischen den Welten gelangt sie in die Welt der „Mulefa“, lebt sich dort ein und baut ein Bernsteinteleskop, durch das sie den „Staub“ sehen kann. In der Liebesgeschichte zwischen Lyra und Will übernimmt sie die Rolle der Versucherin, der paradiesischen Schlange. Sie erzählt ihnen von einer vergangenen Liebe aus ihrem Leben und trägt so dazu bei, dass Lyra und Will zueinander finden. Um dies zu verhindern, will die Macht des Magisteriums sie ermorden lassen. Schließlich entdeckt sie, dass sie einen Dæmonen in Gestalt einer Alpendohle hat (das ist die Gestalt, die Luzifer annahm, als er in „Paradise Lost“ den Garten Eden betrat).

### Iorek Byrnison
Iorek ist ein riesiger Panserbjørn (ein Gepanzerter Bär), der mit Lyras Hilfe seine Rüstung, seine Würde und seine Stellung als König der Panserbjørne zurückgewinnt, die er in einem Hinterhalt verlor. Anerkennend nennt er sie „Lyra Listenreich“, da es ihr als erstem Menschen gelang, einen Panserbjørn zu täuschen. Als das Magische Messer zerbricht, ist er zur Stelle und schmiedet es neu, da sich Panserbjørne hervorragend mit Metallen und der Schmiedekunst auskennen. Als mächtiger Krieger schließt er sich dem Kampf gegen die Autorität an, um Lyra und Will zu beschützen.

### John Faa und Farder Coram
John Faa und Farder Coram sind die Anführer der Gemeinschaft der Gypter. Als Kinder der Gypter vom Magisterium in den Norden verschleppt werden, um an ihnen Experimente durchzuführen, riskieren sie eine Rettungsaktion, in der die Kinder befreit werden. Auch Ma Costa, Lyras Amme, gehört diesem Volk an.

### Lee Scoresby
Lee ist ein texanischer Aeronaut, der einen Ballon für Lyra und die Gypter in den Norden fliegt. Er ist ebenso ein Freund von Iorek Byrnison und hilft Lyra in einigen ihrer Abenteuer. Sein Dæmon Hester hat die Gestalt eines Hasen. Er findet Wills Vater und opfert sich für ihn. Als Geist, von Will und Lyra aus der Welt der Toten befreit, kämpft er an der Seite John Parrys gegen die Gespenster.

### Serafina Pekkala
Serafina ist die schöne Königin eines Hexenclans. Wie bei allen Hexen kann ihr Gänsedæmon Kaisa sich sehr viel weiter von ihr entfernen als die Dæmonen normaler Menschen. Auch sie und ihr Clan unterstützen den Kampf an Lyras Seite, da sie durch eine Prophezeiung von Lyras Bestimmung wissen. Farder Coram rettete ihr einst das Leben. Sie verliebten sich ineinander und bekamen einen Sohn, der allerdings sehr jung an einer Krankheit starb.

### Balthamos und Baruch
Balthamos und Baruch sind zwei Engel niedrigen Ranges. Sie finden Will, nachdem Lyra von ihrer Mutter verschleppt wurde, und wollen ihn und sein Magisches Messer zu Lord Asriel bringen, um in dessen Gunst zu steigen. Beide kennen sich schon mehrere hundert Jahre lang und können nur schwer ohneeinander leben. Als sie sich trennen müssen, spüren sie jeden Schmerz des anderen, und Balthamos bricht zusammen, als Baruch in Erfüllung seines Auftrages stirbt. Balthamos begleitet Will und rettet schließlich Will und Lyra das Leben. Baruch war zu Lebzeiten ein Mensch aus Wills Welt.

### Roger Parslow
Roger ist Lyras bester Freund und Küchenjunge am Jordan College. Sein Dæmon Salcilia nimmt meist die Gestalt eines Terriers an. Seine Entführung und die Expedition zu seiner Rettung sind Auslöser für das Abenteuer, in das die Protagonisten aufbrechen. Die Energie, die durch seinen Tod freigesetzt wird, nutzt Lord Asriel, um einen immensen Riss zwischen den Welten zu öffnen, durch den Lyra und Lord Asriel auf der Suche nach dem Ursprungs des „Staubes“ eine Parallelwelt betreten. Wegen ihres starken Schuldgefühls wegen Rogers Tod reist Lyra in die Welt der Toten, um ihn um Verzeihung zu bitten und ihn zu befreien. Indem Lyra und Will das tun, ermöglichen sie die Befreiung aller Toten aus der Unterwelt und ihre Vermischung mit der Materie.

### Iofur Raknison
Iofur ist ein gerissener und hinterlistiger Panserbjørn, der Iorek Byrnison von seiner Nachfolge als Bärenkönig verdrängt hat. Er benebelte einen Bären mit einer Droge und ließ ihn dann in einem Zweikampf mit Iorek kämpfen. Er verlor, wollte es aber durch die Droge verwirrt nicht wahrhaben und reizte somit Iorek. Am Ende tötete Iorek den Herausforderer und verletzte so die Sitten der Panserbjørne. Diese verbannten ihn, weshalb er auch nicht mehr König der Bären werden konnte. Iofur nutzte das und bestieg selbst den Thron. Als Iorek zurückkommt, kämpfen die beiden einen den Ritualen folgenden Zweikampf, in dem es erlaubt ist, den Verlierer zu töten. In diesem wird Iofur von Iorek getötet. Iofurs größter Wunsch ist es, wie die Menschen einen eigenen Dæmon zu erhalten; etwas, das Tieren in Lyras Welt nicht vergönnt ist.

## Die wichtigsten Orte

### Jordan College
Das Jordan College ist in Oxford in einer ähnlichen Welt wie unsere. Hier lebt Lyra die ersten zehn Jahre und genießt ein friedliches Leben. Mit ihrem Freund Roger, dem Küchenjungen vom College, erlebt sie viele Abenteuer in Oxford. Sie spielen gerne auf den Dächern und eine Zeitlang in den Katakomben, wo sie sich das erste Mal betrinken. Unter der Kapelle von Jordan spielt Lyra verstorbenen Wissenschaftlern einen Streich und wird daraufhin von Geistern heimgesucht. Der Konditor Bernie Johansen aus der Küche, ein Halbgypter, berichtet den Gyptern von Lyra und ihrem Wohlbefinden, da Ma Costa Lyras Amme gewesen war und die Gypter von Lyras Bestimmung wissen.

### Die Fens in East Anglia
In dieser Gegend von East Anglia, in Lyras Welt, leben zum Großteil Gypter. Sie haben hier ihr Zuhause, wenn man die Hausboote nicht einbezieht. Wenn es große Probleme gibt – wie die Entführung der Kinder im ersten Band – kommen Gypter aller Regionen hierher, um zu beraten, was zu tun sei. Dies tun sie in sogenannten Things, in denen die Anführer aller Clans anwesend sind. Lord Faa leitet solche Tagungen mit seinem Freund, dem Clanführer Farder Coram.

### Bolvangar
Bolvangar ist ein Ort im hohen Norden, der bei den Kindern aus Lyras Welt Angst und Schrecken auslöst. Hierher werden Lyras bester Freund Roger Parslow und Billy Costa von den Gobblern entführt. Die „General-Oblations-Behörde“ führt hier ein Labor, in dem den Kindern experimentell ihre Dæmonen weggeschnitten werden, sie also von ihrer Seele getrennt werden. Dies ist Teil eines Plans des Magisteriums, den Einfluss des „Staubs“ zu beseitigen. Lyra gelingt es mit List, das Labor zu zerstören, um dann mit den anderen Kindern die Flucht anzutreten.

### Cittàgazze
Cittàgazze ist eine Stadt in einer Art Zwischenwelt. Vor einigen hundert Jahren wurde in dieser Stadt von der Zunft vom Torre degli Angeli das Magische Messer geschmiedet. Sie begannen, durch die Welten zu reisen und ließen dabei auch immer wieder Fenster offen. Sie wussten nicht, dass jedes Mal, wenn sie ein Fenster öffneten, ein Gespenst entsteht. Da in dieser Welt so viele Fenster geöffnet sind, gibt es auch viele Gespenster und viele Städte, die nur von Kindern bewohnt sind, da ihre Eltern geflüchtet sind. Durch das Experiment von Lord Asriel, mit dem er einen Durchgang aus seiner Welt zu der Stadt im Himmel herstellt, werden besonders viele Gespenster erzeugt, welche die Städte überfallen. Die Erwachsenen fliehen und lassen die Kinder allein, da diese solange vor den Angriffen der Gespenster geschützt sind, bis sie in die Pubertät eintreten. Sowohl der Riss in Lyras Welt als auch das Fenster in Wills Welt führen in diese Welt. Hier treffen die beiden sich zum ersten Mal, der zweite Band spielt überwiegend in dieser Welt.

### Die Welt der Toten
Wenn ein Mensch stirbt, so löst sich sein Dæmon (seine Seele) auf und wird zu Staub, sein Körper bleibt in der Welt zurück. Sein Geist dagegen macht eine Reise durch die Welt der Verstorbenen. Nach einer Überfahrt über einen See gelangt er in die Welt der Toten, wo er für den Rest der Ewigkeit bleibt und langsam sein vergangenes Leben vergisst. Lyra und Will überqueren den See ebenfalls, müssen ihre Dæmonen jedoch am Seeufer zurücklassen. Will schneidet ein Fenster von der Welt der Toten zur Welt der Mulefa, wodurch alle Geister gehen können und dadurch ebenfalls wieder zu Staub werden.

## Kurzgeschichten

### Lyras Oxford
Die Kurzgeschichte spielt zwei Jahre nach dem Ende des dritten Buches. Lyra geht zwar mittlerweile in eine Schule, ist aber immer noch ein gern gesehener Gast im Jordan College. Als sie auf dem Dach des Colleges liegt, sieht sie, wie ein Schwarm Vögel den Dæmon einer Hexe angreift. Lyra beschließt daher, dem Dæmon zu helfen und bringt ihn in Sicherheit. Da der Dæmon sehr verunsichert ist und in Oxford einen Auftrag zu erfüllen hat, hilft Lyra dem Dæmon, einen Alchemisten zu finden.

### Once Upon a Time in the North
Dieser zweite Ergänzungsband wurde 2008 veröffentlicht; eine deutsche Übersetzung ist bisher nicht erschienen.
Erzählt wird die Geschichte des ersten Zusammentreffens des jungen Lee Scoresby mit Iorek Byrnison in einer kleinen Hafenstadt in der Arktis, 35 Jahre vor den Ereignissen von His Dark Materials. Lee hat beim Pokern einen Frachtballon gewonnen und versucht sich nun als Transportunternehmer. Dabei wird er wider Willen in die Auseinandersetzungen mit einer Bergbaugesellschaft verwickelt, die mit Hilfe ihrer Interessenvertreter in der Politik, der Manipulation der öffentlichen Meinung, rechtsmissbräuchlicher Schikanen gegenüber Konkurrenten und nicht zuletzt mit offener Waffengewalt die wirtschaftliche und politische Kontrolle über die Region erringen will.
Es handelt sich um eine Abenteuergeschichte mit Elementen einer klassischen Westernerzählung, die jedoch auch als Kommentar zu aktuellen Themen wie der Macht internationaler Konzerne und dem Verhältnis der Wirtschaft zur Gesellschaft und Politik gelesen werden kann.

## Verfilmungen
Unter der Regie von Chris Weitz entstand eine Verfilmung des ersten Teils „Der Goldene Kompass“ durch New Line Cinema. Der Film, in dem Nicole Kidman (als Mrs. Coulter) und Daniel Craig (Lord Asriel) die wichtigsten Erwachsenenrollen übernahmen, kam am 6. Dezember 2007 in die deutschen Kinos. Im Produktionsland USA spielte der Film mit 70 Millionen US-Dollar weit weniger als die Hälfte seiner Kosten ein. Trotz weltweiter Einnahmen von über 300 Millionen US-Dollar wurde die Umsetzung der geplanten Teile zwei und drei der Trilogie daher gestoppt.
Am 3. November 2015 berichtete der Sender BBC, dass die Fantasy-Trilogie erneut für das Fernsehen verfilmt wird. Auch Variety berichtete, dass BBC One an einem achtteiligen TV-Drama basierend auf His Dark Materials arbeite. Pullman ist als ausführender Produzent beteiligt. His Dark Materials wird von der britisch-amerikanischen Firma Bad Wolf produziert und ist die erste Produktion von New Line Cinema für das britische Fernsehen. Im November 2019 begann die Ausstrahlung von His Dark Materials.

## Hörbücher und Hörspiele
- Philip Pullman: Der Goldene Kompass – ungekürzte Fassung (11 CDs) als Hörspiel, gesprochen von Jürgen Thormann, Kelly Darboven, Hermann Lause u. v. a., Carlsen Verlag, 2007

- Philip Pullman: Der Goldene Kompass – ungekürzte Fassung (11 CDs) als Hörbuch, gelesen von Rufus Beck, Hörbuch Hamburg, 2007
- Philip Pullman: Das Magische Messer – ungekürzte Fassung (11 CDs) als Hörbuch, gelesen von Rufus Beck, Hörbuch Hamburg, 2008
- Philip Pullman: Das Bernstein-Teleskop – ungekürzte Fassung (16 CDs) als Hörbuch, gelesen von Rufus Beck, Hörbuch Hamburg, 2008
- Philip Pullman: Über den wilden Fluss – ungekürzte Fassung (13 CDs) als Hörbuch, gelesen von Rufus Beck, 2017

## Trivia
Der Titel His Dark Materials wurde aus John Miltons Paradise Lost entnommen, das für Pullman eine große Inspiration war. Dieser sagte, er wolle die Geschichte umdrehen und bedauert, dass dieses Werk in Englands Schulen und Universitäten kaum noch gelesen wird. In der Einleitung der englischen Ausgabe zitiert Pullman einen Kommentar William Blakes über Paradise Lost, welcher impliziert, dass Milton auf der Seite des Teufels stehe, ohne es zu wissen: „The reason Milton wrote in fetters when he wrote of Angels & God, and at liberty when of Devils & Hell, is because he was a true Poet and of the Devil’s party without knowing it.“ (William Blake)
Die Reihe ist nach Angaben des Autors noch nicht abgeschlossen. Neben den bereits veröffentlichten Kurzgeschichten Lyra’s Oxford und Once Upon a Time in the North, die als Zwischenhandlungen fungieren, hat der Autor 2013 angekündigt, dass noch mindestens ein weiteres Buch, genannt The Book of Dust folgen soll.
Am 14. Februar 2017 kündigte Pullman an, dass „The Book of Dust“ – ebenso wie „His Dark Materials“ – eine neue Trilogie sein wird. Der erste Teil, La Belle Sauvage (Über den wilden Fluss) erschien im Oktober 2017, Teil zwei, The Secret Commonwealth (Ans andere Ende der Welt) erschien im Oktober 2019. Pullman kündigte im November 2023 an, dass das dritte und letzte Buch 2024 auf Englisch erscheinen werde. Im April 2025 wurde dieser Band als „The Rose Field“ mit dem 23. Oktober 2025 als Veröffentlichungsdatum angekündigt.